# Joseph Franck
Jean Joseph Hubert Franck (Luik, 31 oktober 1825 – Issy-les-Moulineaux, 20 november 1891) was een Frans musicus (pianist, organist, violist en componist) van Belgische komaf.
Hij was zoon van bankier Nicolas Joseph Franck en Marie-Cathérine-Barbe Frings. Hij was de jongere broer van de veel bekendere Franse componist César Franck.
Vader wilde dat Joseph Franck violist werd. Daartoe kreeg hij een opleiding aan het Koninklijk Conservatorium Luik van François Prume. Niet veel later stond hij (soms met zijn broer) al op het concertpodium. Het gezin verhuisde in 1837 naar Parijs en beide broers gingen studeren aan het Conservatoire national supérieur de musique et de danse de Paris, Joseph bij François-Antoine Habeneck. Hun vader zette hun de voet dwars door verdere lessen aan genoemd conservatorium te verbieden, maar in 1849 nam Joseph Franck zelf het initiatief om er verder te studeren, dan op piano, orgel, contrapunt en fuga. In 1850 haalde hij er zijn diploma met een eerste prijs (docent Adolphe Adam) en in 1852 het eindexamen orgel met ook een eerste prijs (docent François Benoit). In eerste instantie was Joseph succesrijker dan zijn broer. Zo volgde hij in 1852 Charles Gounod op als organist van Missions étrangères de Paris, in 1855 verruilde hij die positie voor de organistenpositie in de Saint Thomas d’Aquin-kerk en in 1861 schoof hij door naar dezelfde positie in Notre-Dame d’Auteuil.
Gedurende al die jaren was hij ook op de internationale concertpodia te vinden, zowel als organist, pianist als violist. Tegelijkertijd verschenen er onregelmatig composities van hem. Zijn opus 1, een verzameling motetten droeg hij op aan koning Leopold I van België. Gioachino Rossini droeg zijn pianoconcert aan hem op. Hij schreef ook een cantate voor vier solisten en orkest voor de bruiloft van Charlotte van België en Ferdinand Maximiliaan Jozef, de latere keizer van Mexico. Hij schreef ook enkele Gregoriaanse gezangen. In 1856 verscheen van zijn hand de verhandeling L'art d'accompagner le plain-chant de huit manières différantes. Zijn oeuvre bestaat uit ongeveer 200 werken, waarvan ongeveer de helft religieus van aard zijn. Van een geheel andere aard was een galopmars die hij schreef voor de feestelijkheden rond de opening van de Eiffeltoren.
- Bibliothèque nationale de France: cb163531205 (data)
- Gemeinsame Normdatei: 134376609
- International Standard Name Identifier: 0000 0001 1679 0906
- Library of Congress Control Number: no95046465
- Système universitaire de documentation: 10807451X
- Virtual International Authority File: 79597810
- WorldCat: E39PBJmP4jQqFPj88RFqBKxRrq